# 吳啓元
吳啓元（？—1549年6月10日），和名國頭親方先元，琉球國第二尚氏王朝政治家、三司官。
吳啓元是吳氏川上殿內（吳氏大宗家）的始祖。他於尚清王在位期間擔任三司官，領有國頭間切地頭。嘉靖二十三年（1544年），尚清王認為首里城西北角有二重城墻，堅如鐵壁；但東南角只有一道城墻，防禦不夠堅固。故而尚清王命令三司官在美福門外增加一重城墻。三司官奉旨，在東南角建立第二重城墻，高五丈、濶二丈、長一百十五丈，其第二重城墻的城門命名為「繼世門」。此工程至嘉靖二十五年（1546年）竣工，並樹立的石碑以紀念此事。在「添繼御門南之碑文」（添継御門の南のひのもん）中，三名三司官以（我那霸大屋子森塩太良加禰）、（幸地大屋子森樽金）、（國頭大屋子森塩太良加禰）的名字登場。其中就是吳啓元。
吳啓元於嘉靖二十八年己酉五月十五日（1549年6月10日）卒。其子吳世濟（國頭親方先次）後來也擔任過三司官。